# Gérard Vives
Pour les articles homonymes, voir Vivès (homonymie).
Ne doit pas être confondu avec Gérard Pirès.
Gérard Vives (parfois écrit Gérard Vivès) est un acteur, humoriste et animateur de télévision français, né le 30 novembre 1962 à Choisy-le-Roi.
Il est principalement connu pour avoir joué dans les sitcoms Les Filles d'à côté et Les Nouvelles Filles d'à côté de 1993 à 1996. De 2009 à 2012, il a été la voix in du jeu télévisé Le Juste Prix, coanimé avec Vincent Lagaf'.
Il a également coanimé l'émission Splash : le grand plongeon, avec Estelle Denis et Julie Taton.

## Biographie

### Premières apparitions (1987-1993)
Il apparaît d'abord dans Aria (1987), où il interprète un culturiste.
En 1992, il fait de la figuration dans l'émission Les Nuls L'émission (il incarne Jim quand Chantal Lauby dit qu'elle s'est fait deux heures et demie de gym).
En 1993, il apparaît dans le film Les Visiteurs, escortant Godefroy le Hardi (interprété par Jean Reno) à sa sortie de l'hôpital psychiatrique. Cependant son nom n'apparaît pas au générique de fin du film.

### Les Filles d'à côté(1993-1996)
Après quelques apparitions dans des sitcoms d'AB Productions, à savoir Le Miel et les Abeilles, Hélène et les Garçons (il est l'un des gardes du corps de Thomas Fava) et Le Collège des cœurs brisés (il interprète un livreur), Gérard Vives se fait connaître du grand public dans la sitcom Les Filles d'à côté, où il incarne Gérard Nacutel, un réceptionniste efféminé de salle de sport, prof de gymnastique stéréotypé gay.
La série (170 épisodes), diffusée sur TF1 à partir de 1993, est un succès jusqu'en 1995, époque où les acteurs sont progressivement remplacés. Une suite, nommée Les Nouvelles Filles d'à côté (156 épisodes), est alors programmée. Gérard Vives, par son personnage haut en couleur de Gérard, contribue beaucoup au succès des deux sitcoms.
Dans les épisodes 115 à 119, Gérard Vives interprète également Berny, le jumeau de Gérard.
Le même personnage de Gérard fera également quelques apparitions dans d'autres sitcoms d'AB Productions : Premiers Baisers (1993-1994) et La Croisière foll'amour (1996).
La série Les Nouvelles Filles d'à côté durera jusqu'en 1996.
Parallèlement, il sort une vidéo de gym intitulée La forme avec Gérard et les filles en 1994.

### Animation
Après la période Les Filles d'à côté, Gérard Vivès se tourne vers l'animation télé. Il participe régulièrement au divertissement Drôle de jeu sur TF1, animé par Vincent Lagaf' et produit par Hervé Hubert.
Il anime sur France 3 l'émission Je passe à la télé en 1997-1998, avec Laëtitia Nallet, puis le jeu Le Kouij, toujours produit par Hervé Hubert en 1998-1999, à 17 h 45 puis 20 h 05, avec le personnage virtuel Clic, arrêté faute d'audience. Il sera ensuite animateur sur la chaîne Santé Vie.
En janvier 1998, il participe à une émission de Fort Boyard, spéciale Nouvel An. Fort Boyard dont il a été une des figures les plus mémorables puisqu’il occupe la quatrième place  des personnalités les plus invitées à égalité avec Alexandra Rosenfeld, Camille Lacourt, Camille Cerf et Alex Goude.
En 1999, il sort en vidéo Drôle de Gérard, produit par Vincent Lagaf' et Hervé Hubert.
En 2001, il anime Gym, une émission sur la chaîne pour les sourds TVST.

### Petits rôles et apparitions télévisées
Parallèlement, il continue à incarner quelques seconds rôles à la télévision et au cinéma. En 1998, il fait une apparition dans la série Extra Zigda (où il interprète Monsieur Blanchard), puis dans La Ballade de Titus (avec Michel Courtemanche) où il incarne un présentateur de télé-achat.
Il apparaît également dans G@mer en 2001 (où il incarne Marcus Lambert) ou encore dans Un Amour en Kit, en 2003 (où il interprète Brando), sous la direction de Philippe de Broca.
Il tourne également dans deux séries de petits sketchs intitulées L'Avocat du Diable et Le Bloc, pour une société de production appelée le Sambodrome et uniquement visibles sur internet. Il apparait aussi dans la série Caméra Café en 2003, où il incarne John-Kévin le temps d'un épisode.
Il fait deux passages dans l'émission de Vincent Lagaf', Le Bigdil, en 2003.
On l'aperçoit également dans quelques courts métrages, dont Cheyenne (2005), où il joue le rôle d'un guerrier indien.
En 2007, il apparaît aux côtés de la chanteuse Yelle dans la version karaoké de son clip Je veux te voir.

### Le Juste Prix(2009-2012)
À partir de juillet 2009, dans le jeu télévisé Le Juste Prix sur TF1 présenté par Vincent Lagaf', il est la personne chargée d'annoncer les candidats, de présenter les cadeaux et de donner les prix. Il est présent sur le plateau derrière un pupitre au milieu du public et descend fréquemment sur le plateau pour jouer des mini-sketches préparés autour du jeu : il apparaît ainsi déguisé ou vient présenter de faux cadeaux loufoques.
Le 7 octobre 2010, il est victime d'un accident sur le tournage du jeu Le Juste Prix au Studio 107. Gérard Vivès est gravement blessé. Comme le dit Vincent Lagaf' dans l'émission du 4 novembre 2010, il a « seize points de suture à la tête, deux côtes cassées et une cheville dans le sac ». La conséquence, c'est son absence pendant les enregistrements suivants. Il n'est pas remplacé.
Du 18 octobre au 2 novembre 2010, sont diffusés les numéros que Gérard avaient tournés avant l'accident. À partir du 3 novembre 2010, sont diffusés les numéros sans Gérard (Vincent Lagaf' assure toute l'animation de l'émission, avec l'aide des Gafettes, en attendant le retour de son compère).
Le 17 décembre 2010, Gérard est de retour dans l'émission.
En juin 2012, Gérard Vivès annonce qu'il ne reviendra pas à la coprésentation du Juste Prix à la rentrée 2012, et est remplacé par une voix off.

### Participation àDanse avec les stars

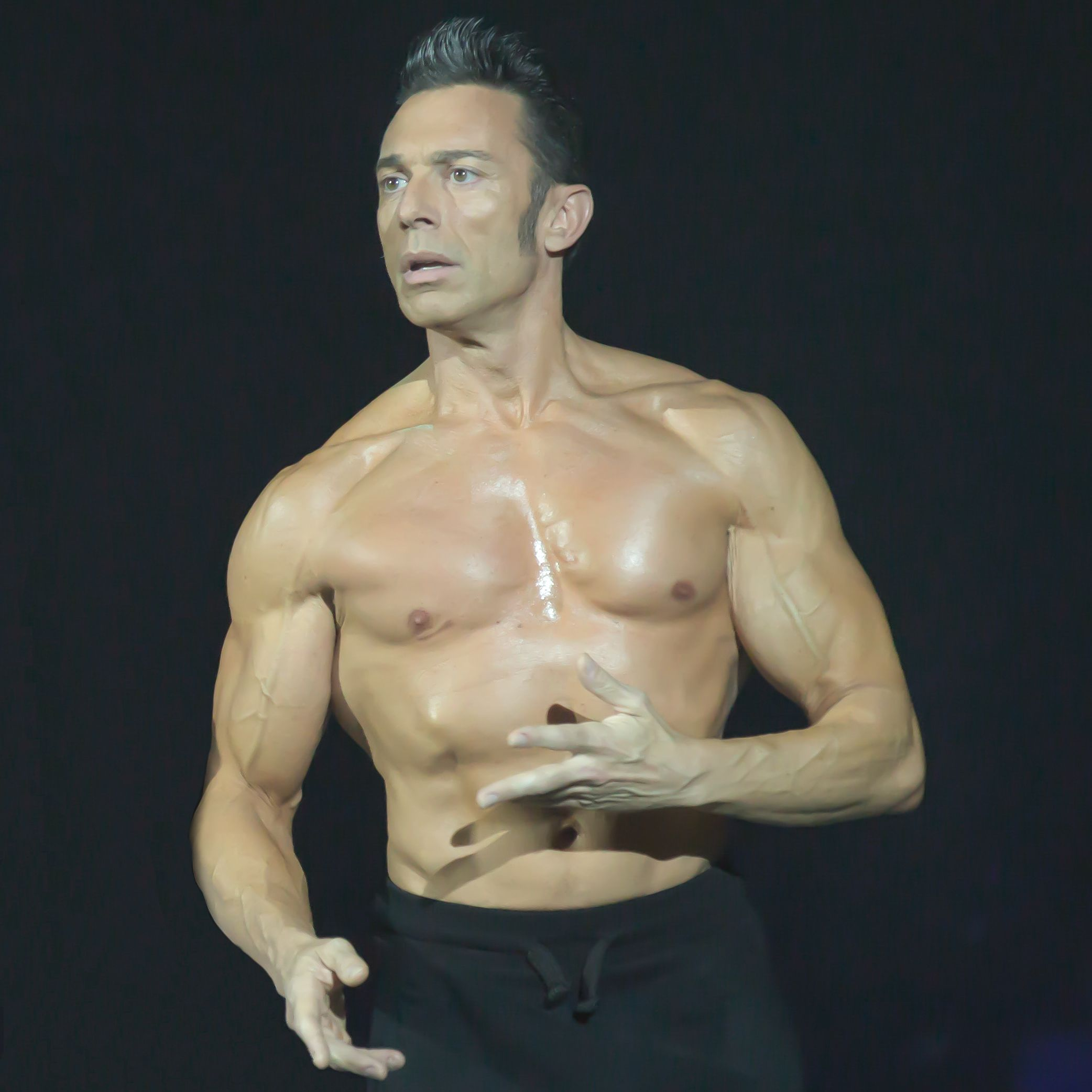
Gérard Vives au Galaxie d’Amnéville – Danse avec les stars du 8 février 2014.

À l'automne 2012, il participe à la troisième saison de l'émission Danse avec les stars sur TF1, aux côtés de la danseuse Silvia Notargiacomo et termine cinquième de la compétition.

### Splash: le grand plongeon
À partir du 8 février 2013 à la télévision, il coanime l'émission Splash : le grand plongeon, sur TF1, avec Estelle Denis et Julie Taton.

### Participation àJe suis une célébrité, sortez-moi de là!
En 2019, Gérard Vivès participe à la deuxième saison de Je suis une célébrité, sortez-moi de là !. Aux côtés de dix autres personnalités comme Julien Lepers, Brahim Asloum ou encore Alexandra Rosenfeld, il s'installe au Parc national Kruger en Afrique du Sud, dans un camp à ciel ouvert pour participer à des épreuves afin de tenter de remporter de l'argent pour une association. Après avoir frôlé trois fois l'élimination pendant le jeu, Gérard Vivès se qualifie finalement pour la finale, qu'il remporte après une très impressionnante performance physique, devant le nageur Frédérick Bousquet. L'animatrice et chroniqueuse Capucine Anav complète le podium. Gérard Vivès remporte alors 138 000 euros pour La Sapaudia, une association spécialisée dans la promotion du don de la moelle osseuse et de l'insertion des personnes en situation de handicap.

### Vie privée
Gérard Vivès est l'oncle de l'auteur de bande dessinée Bastien Vivès et du photographe Romain Vives, dont le père et frère de Gérard Vives est l'artiste Jean-Marie Vivès, spécialiste entre autres des matte paintings pour le cinéma.
Il a acquis le château de la Vernée à Garchizy dans la Nièvre et y organise des événements.
Marié depuis plusieurs années, il est le père de l'acteur Baptiste Vivès.

## Filmographie

### Cinéma
- 1987 : Aria (segment « Armide ») : Un culturiste
- 1993 : Les Visiteurs : Un infirmier psychiatrique
- 1998 : La Ballade de Titus : Un présentateur de télé-achat (L'Hippo suceur)
- 2001 : G@mer : Marcus Lambert
- 2005 : Cheyenne : Hugues / Waka Tanka

### Télévision
- 1991 : La Télé des Inconnus : un loubard (dans Les Miséroïdes)
- 1992 : Le Miel et les Abeilles : homme dans le café (épisode 23)
- 1992 : Les Nuls, l'émission (divertissement) : figuration (Jim quand Chantal dit qu'elle s'est fait deux heures et demie de gym)
- 1993 : Hélène et les Garçons (série télévisée) : un des gardes du corps de Thomas Fava (rôle sans texte)
- 1993 : Le Collège des cœurs brisés (série télévisée) : le livreur
- 1993-1994 : Les Filles d'à côté (série télévisée) : Gérard
- 1993-1994 : Premiers Baisers (série télévisée) : Gérard
- 1994 : La Forme avec Gérard et les filles (programme sorti en vidéo cassette)
- 1995-1996 : Les Nouvelles Filles d'à côté (série télévisée) : Gérard
- 1996 : La Croisière foll'amour (série télévisée) : Gérard
- 1998 : Extra Zigda (série télévisée) : Monsieur Blanchard
- 1999 : Drôle de Gérard, best of sorti en vidéo cassette
- 2003 : Un amour en kit (téléfilm) : Brando
- 2003 : Caméra Café (série télévisée), épisode Cheap And Que Dalle : John-Kevin
- 2003 : Quai n° 1 (série télévisée), épisode Le Bout du tunnel : patron de boîte de nuit
- 2007 : Je veux te voir (clip de Yelle)

## Émissions de télévision

### Animateur
- 1997-1998 : Je passe à la télé sur France 3 : coanimateur avec Laëtitia Nallet
- 1998 : Le Kouij sur France 3 : animateur
- 2001-2002 : Sports découverte sur Santé Vie
- 2001-2002 : 3 minutes pour être en forme sur Santé Vie
- 2003 : Le Bigdil avec Vincent Lagaf' sur TF1
- 2009-2012 : Le Juste Prix avec Vincent Lagaf' sur TF1
- 2013 : Splash : Le Grand Plongeon : coprésentation avec Estelle Denis et Julie Taton sur TF1
- 2025 : Duel 2 mécaniques sur RMC Découverte, avec Vincent Lagaf'

### Participant / candidat
- 1997, 2014-2017, 2019, 2020 : Fort Boyard sur France 2 : candidat
- 1997-1999 : Drôle de jeu sur TF1 : Invité Récurrent
- 2012 : Danse avec les stars sur TF1 : candidat
- 2014 : Les people passent le bac présenté par Manu Levy et Erika Moulet sur NRJ12 : participant
- 2015 : L'Académie des neuf (NRJ 12)
- 2015 : Tous ensemble sur TF1
- 2018 : Off roads, les routes de l'extrême sur RMC Découverte : participant
- 2019 : Je suis une célébrité, sortez-moi de là ! sur TF1 : vainqueur

## Théâtre
- 2023-2025 : Le Coucou, avec Emmanuelle Boidron et Luq Hamet, de Matthieu Burnel et Sacha Judaszko